# Gunther Wolf (Historiker)
Gunther Wolf (* 10. März 1930 in Karlsruhe) ist ein deutscher Historiker.

## Leben
Er studierte nach dem Abitur 1949 an den Universitäten Heidelberg und Paris Geschichte, Germanistik und Klassische Philologie. Er promovierte 1955 bei Fritz Ernst. Sein Forschungsschwerpunkt liegt bei den Ottonen und Staufern.

## Werke (Auswahl)
- Kaiserin Theophanu: Schriften. Hahn, Hannover 2012.
- Die Wiener Reichskrone. Skira, Milano 1995.
- Ein unveröffentlichtes Testament Kaiser Friedrichs II. – Versuch einer Edition und Interpretation. Dissertation, Heidelberg 1954.